# Noord-Luzonneusrat
De Noord-Luzonneusrat (Crunomys fallax) is een knaagdier dat voorkomt in de Filipijnse Sierra Madre in de provincie Isabela in het noordoosten van Luzon. Er is slechts één exemplaar bekend, dat in 1894 werd gevangen door John Whitehead. Het werd overdag geschoten op 300 m hoogte in laaglandregenwoud, bij de oever van een rivier.
De Noord-Luzonneusrat is een relatief kleine soort, met een tweekleurige staart die veel korter is dan de kop-romplengte. De vacht is stekelig. De rug is grijsbruin, de buik lichtgrijs, met een geleidelijke overgang.
Crunomys celebensis · Noord-Luzonneusrat (Crunomys fallax) · Crunomys melanius · Crunomys suncoides